# Heizkesselwerk Schönebeck

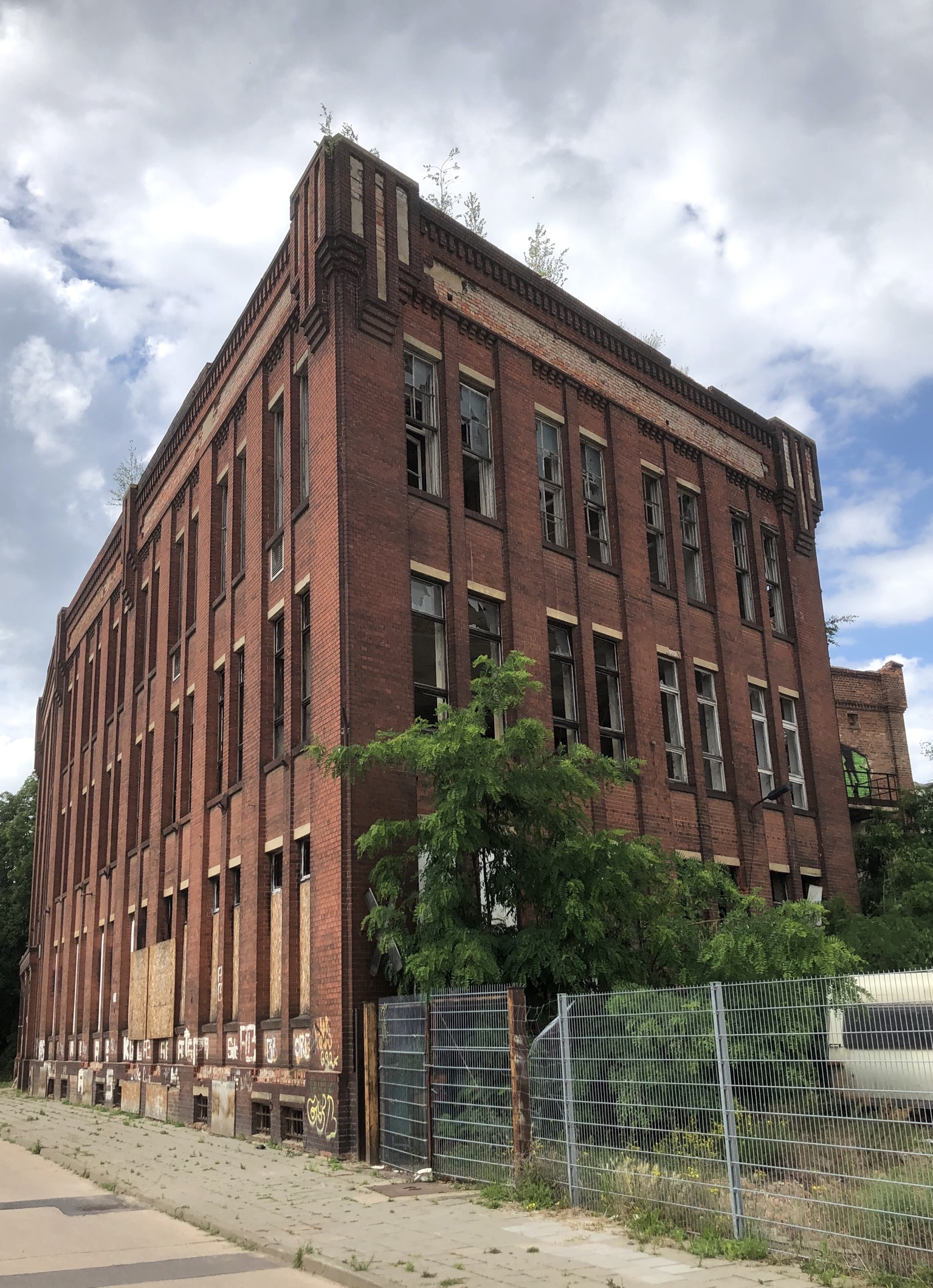
Heizkesselwerk Schönebeck, 2020

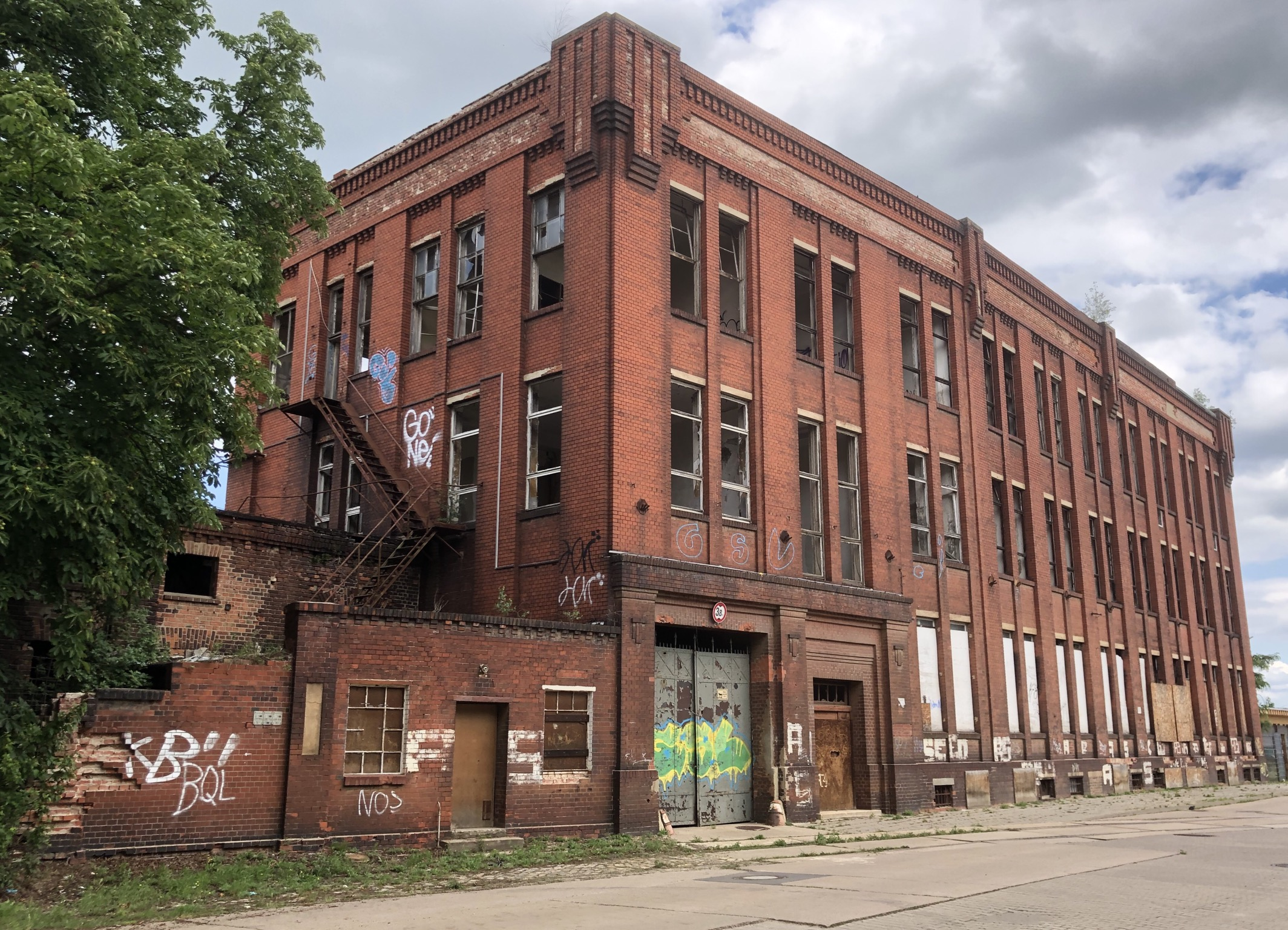
Blick von Südwesten, 2020

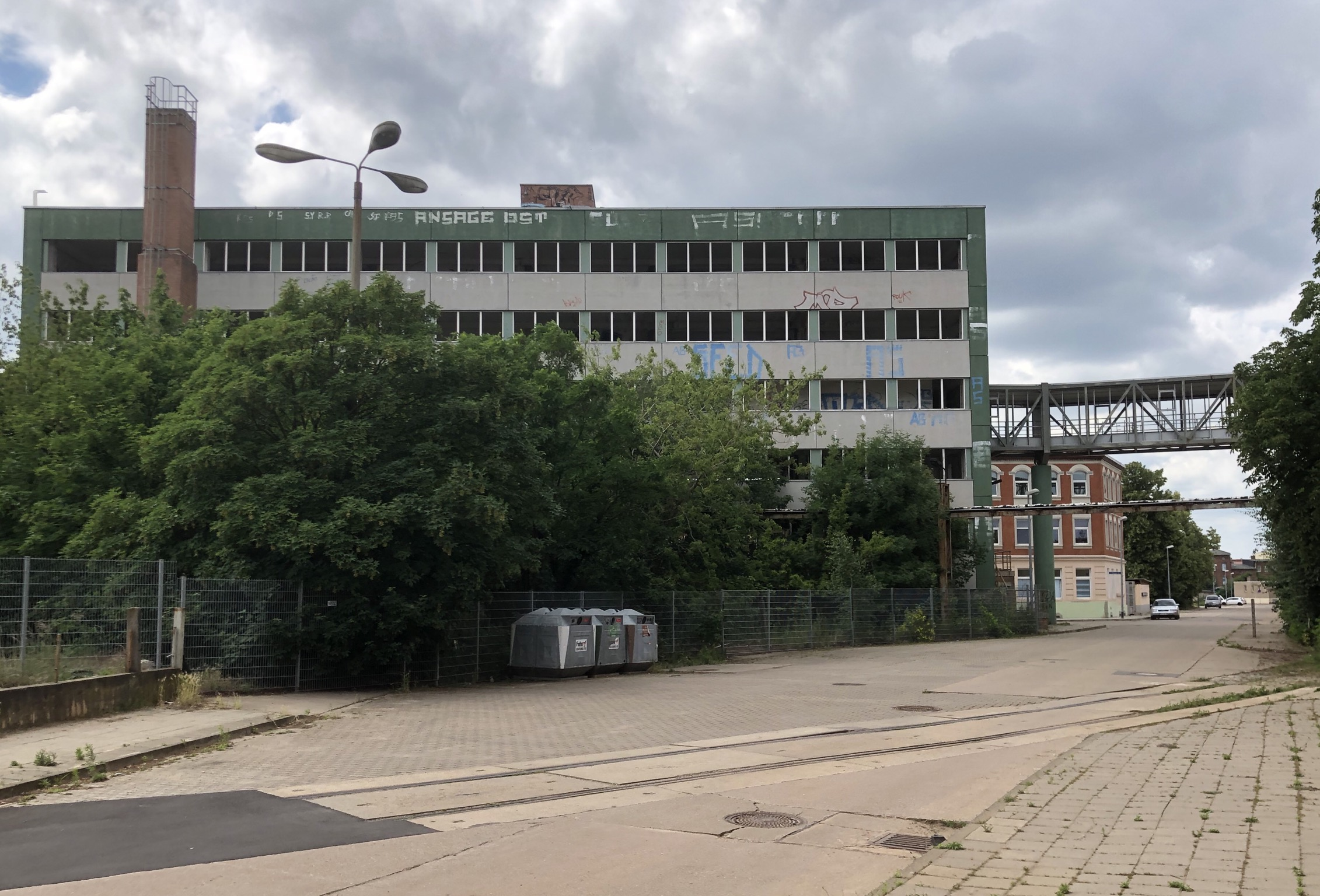
Bau aus der DDR-Zeit

Das Heizkesselwerk Schönebeck war ein Werk zur Produktion von Heizkesseln in Schönebeck (Elbe) in Sachsen-Anhalt. Teile der erhaltenen Betriebsgebäude stehen unter Denkmalschutz.

## Lage
Die Fabrikanlage steht an der Paulstraße, südlich der Bahnstrecke Magdeburg–Leipzig.

## Geschichte
Im Jahr 1902 begann die Nationale Radiator-Gesellschaft mbH in Schönebeck mit der Produktion von Heizkörpern. Nach dem Zweiten Weltkrieg produzierte das enteignete Werk Heizkessel für die gesamte DDR. Bis 1968 wurden auch noch Radiatoren hergestellt. Ab 1969 wurde das Werk als VEB geführt. Nach der friedlichen Revolution in der DDR 1989 und der nachfolgenden Deutschen Wiedervereinigung arbeitete der Betrieb als Gussheizkessel GmbH weiter, musste jedoch 1994 Insolvenz anmelden.
In der folgenden Zeit wurden große Teile der Fabrikgebäude auf dem 8,7 Hektar großen Werksgelände abgerissen. Zum Teil erfolgte eine Neubebauung mit Wohnhäusern. Erhalten blieb insbesondere ein historisches, als Baudenkmal ausgewiesenes, dreigeschossiges Verwaltungsgebäude in rotem Ziegelstein-Mauerwerk. Es steht derzeit (Stand 2020) leer und ist sanierungsbedürftig.
In der Liste der Kulturdenkmale in Schönebeck (Elbe) ist das Verwaltungsgebäude unter der Erfassungsnummer 09461018 verzeichnet.